# Flushing, Ohio
Flushing là một làng thuộc quận Belmont, tiểu bang Ohio, Hoa Kỳ. Năm 2010, dân số của làng này là 879 người.

## Dân số
- Dân số năm 2000: 900 người.
- Dân số năm 2010: 879 người.